# Monroe, South Dakota
Monroe är en kommun (town) i Turner County i South Dakota. Vid 2010 års folkräkning hade Monroe 160 invånare.